# Любка Арсова-Джундева
Любка Арсова-Джундева (на македонска литературна норма: Љупка Арсова - Џундева) е актриса от Социалистическа република Македония.

## Биография
Родена е на 11 юли 1934 г. в град Скопие. От 1951 г. работи в Македонския народен театър. Завършва Държавната театрална школа в Скопие. Женена е за политика от Социалистическа република Македония Петър Джундев. Награждавана е с наградата на град Скопие „13 Ноември“, Орден на труда със златен венец и Орден на труда със сребърен венец.

## Филмография
- „Фросина“ (1952) – Люба
- „Мирно лято“ (1961) – Мира
- „Македонска кървава сватба“ (1967) – Гина
- „Оловна бригада“ (1980)
- „Джипски меджик“ (1997)
- „Време, живот“ (1999)